# يوميات بوقتادة وبونبيل (مسلسل)
يوميات بوقتادة وبونبيل, هي رسوم كاريكاتيرية ابتكرها الرسام الكويتي محمد ثلاب, عُرضت يومياً على صفحات جريدة الوطن الكويتية منذ عام 2005. تناقش هذه الرسوم في كثير من الأحيان ما يدور في الشارع الكويتي من مشاكل وقضايا اجتماعية مثل التعليم والرياضة والاقتصاد والكثير من الإسقاطات السياسية وقضايا أخرى. واستمر حتى 2015 حين مُنع بسبب إغلاق تلفزيون الوطن.

## العمل التلفزيوني
في عام 2007, وبعد الشهرة التي حققتها هذه الرسوم تم تحويلها إلى عمل تلفزيوني، يعتبر ثاني عمل من نوعه في الخليج العربي من بعد فريج الإماراتي, كونه يقدم الرسوم المتحركة الثلاثية الأبعاد بشكل وبتقنية جديدة وبجودة عالية، تسمى هذه التقنية بالمايا. هذا العمل من إخراج فيصل الإبراهيم وعُرض على قناة الوطن الكويتية. قام فهدٌ الشمري بأداء صوت بوقتادة وصوت بونبيل وبوعمارة وبوفلاح وراجو وبومصعب والدكتورِ المصري، وقام محمد دشتي بأداء صوت أم مشعل ومشعل ونبيلٍ. وهذا العمل مسلسل كوميدي يتكون من أربعة أجزاء كل جزء فيه 29 حلقة منفصلة، في كل حلقة تطرح قضية في إطار كوميدي باستثناء حلقة (سوبر كومار) التي تتكون من حلقتين متتاليتين وكذلك حلقة (العراق الشقيق) التي تتكون من حلقتين متتاليتين وحلقة (يا الله خل نروح نبي نسافر) تتكون أيضا من حلقتين متتاليتين. مدة الحلقة الواحدة 7 دقائق تقريبا.
في الحلقة الأخيرة من الجزء الأول ليوميات بوقتادة وبونبيل (شيء ما شفتوه) تم الإعلان بأنه سوف يتم عرض جزء ثاني من هذا العمل والذي عرض في رمضان 2008, وسوف يتم عمل فيلم سينمائي أيضا، وكان ضيف الحلقة هو الكاتب الصحفي المصري في جريدة الوطن ياسر العيلة, حيث قام بتأدية دور المذيع الذي استضاف أبطال العمل.

## طاقم العمل والشخصيات
| الشخصيات              | المؤدي الصوتي                            | أول ظهور      | آخر ظهور      |
| --------------------- | ---------------------------------------- | ------------- | ------------- |
| بو قتادة (زهير)       | فهد الشمري                               | الموسم الأول  | الموسم الثامن |
| بونبيل                | فهد الشمري                               | الموسم الأول  | الموسم الثامن |
| بوعمارة               | فهد الشمري                               | الموسم الأول  | الموسم الثامن |
| بومصعب                | فهد الشمري                               | الموسم الأول  | الموسم الثامن |
| بوفلاح                | فهد الشمري                               | الموسم الأول  | الموسم الثامن |
| كومار                 | فهد الشمري                               | الموسم الأول  | الموسم الثامن |
| الضابط ثابت بوسطار    | فهد الشمري                               | الموسم الأول  | الموسم الثامن |
| الدكتور زغلول المصري  | فهد الشمري                               | الموسم الأول  | الموسم الثامن |
| الممرضة بكيزه اللزيزه | فهد الشمري                               | الموسم الأول  | الموسم الثامن |
| دحيم الزبيري          | فهد الشمري                               | الموسم الأول  | الموسم الثالث |
| بحريني في لندن        | فهد الشمري                               | الموسم الأول  | الموسم الأول  |
| الدعلة                | فهد الشمري                               | الموسم الثاني | الموسم الثامن |
| مهدلي                 | فهد الشمري                               | الموسم الثاني | الموسم الثامن |
| بومشعل (سعد العقربي)  | حسين المهدي                              | الموسم الأول  | الموسم الثامن |
| فيروز                 | عادل الفرحان (1-2، 6-8) أحمد نجم (3-5)   | الموسم الأول  | الموسم الثامن |
| أم مشعل               | محمد دشتي                                | الموسم الاول  | الموسم الثامن |
| قتادة                 | محمد دشتي                                | الموسم الأول  | الموسم الثامن |
| نبيل                  | محمد دشتي                                | الموسم الأول  | الموسم الثامن |
| مشعل                  | محمد دشتي                                | الموسم الأول  | الموسم الثامن |
| أم قتادة              | مشاعل بوشهري                             | الموسم الأول  | الموسم الثامن |
| أم نبيل               | مي البلوشي                               | الموسم الأول  | الموسم الثامن |
| معبوج                 | بشار الجزاف                              | الموسم الثاني | الموسم السابع |
| فريق التحريك          | أشرف عوض أحمد كامل أسامة عمارة مجدي أيوب |               |               |

## شخصيات العمل الاساسية (تواجدت منذ بداية العمل)

### عائلة بوقتادة
- بوقتادة: الرجل المتدين الذي يعترض على كل شيء بحجة الحلال والحرام ويريد أن تبقى أسرته في معزل يحفظها من أي عادات دخيلة.
- أم قتادة: وهي زوجة بوقتادة، امرأة مغلوبة على أمرها دائما ما تنتقد تصرفات زوجها وهي تعلم بأنه سيتهرب منها ليبقى على صواب.
- قتادة: وهو نسخة طبق الأصل عن أبيه، يقلده في كل شيء ودائما معترض وهذا يوقعه في الكثير من المشاكل.

### عائلة بونبيل
- بونبيل: رجل أعمال متحرر، منفتح على الغرب مما جعل بوقتادة يتهمه بأنه يعبد أمريكا، صاحب آراء ليبرالية, يسعى لإرضاء زوجته التي تتحكم به، لا يجد مكانا يعبر فيه عن رأيه أو أحد يستمع إليه سوى صديقيه بوقتادة وبومشعل.
- أم نبيل: وهي زوجة بونبيل، امرأة متسلطة، تفرض رأيها على زوجها المغلوب على أمره.
- نبيل: هو إبنهم المدلل.

### عائلة بومشعل
- بومشعل: رجل حضري يحب حياة البدو ومتأثر بهم، فيقنع نفسه بأنه بدوي وينقل سكنه من منطقة الرميثية إلى منطقة الصليبية، كثيرا ما يختلق قصصا كاذبة وهذا يوقعه في الكثير من المشاكل.
- أم مشعل: وهي زوجة بومشعل، امرأة من أصل إيراني (عيمية) ترتدي البرقع وتعيش حياة البدو بإصرار من زوجها، رغم أنها لا تستطيع أن تنسى جذورها، ودائما ما تعلق (يا ويلتي ويلتاه).
- مشعل: وهو صديق قتادة ونبيل في المدرسة.

### شخصيات اساسية اضيفت منذ 2008
- بوعمارة: رجل متدين مصري يعيش في الكويت وصديق بوقتادة ولديه أصدقاء آخرون مثل بوعبادة وبومصعب، دائما يسعى لما يسميه الجهاد, وفي إحدى المرات وضع مخططا لعملية إرهابية انتحارية.
- فيروز: وهو موظف حكومة أسمر البشرة، أينما يذهب بوقتادة وبونبيل يجدونه أمامهم، وهو دائما يجلس في القهوة الشعبية وعندما يتكلم يردد كلمة خالي.
- بو عبادة: صديق بوقتادة
- بو مصعب: صديق بوقتادة
- بو فلاح: صديق بومشعل
- أبو نزال: صديق بومشعل
- أبو بطيحان: صديق بومشعل
- حمد خليفة: هو ابن عم أبومشعل ظهر في حلقتين وهو طالب في أمريكا عاش طويلا هناك لكن نسى لغته والكلام الكويتي ولا يعرف كيف يتكلم وكل كلامه خطأ«بدليات»
- نائب معبوج: ضمير الامة ودائماً يستجوب الوزراء
- بورمية: إسقاط القروض
- الزعيم بو بشت: رئيس مجلس الأمة
- الضابط ثابت بوسطار: ضابط شرطي
- بن عدس: نائب سوري

## ضيوف الحلقة
- ياسر العيلة
- باراك أوباما
- بان كي مون
- أسامة بن لادن
- طارق راشد
- منى أمرشا
- فيصل الإبراهيم
- خالد الملا
- كيم كارداشيان
- عبدالفتاح العلي
- سعد لمجرد

## إثارة الجدل
أثارت حلقتين في الموسم الثالث للمسلسل الكثير من الجدل في دولة المغرب، حيث أجمع الحقوقيون المغربيون على أن المسلسل أظهر نساء المغرب بشكل سلبي، مما حدا بمنتجي المسلسل ومسؤولين حكوميين في الكويت بالاعتذار للشعب المغربي ولا يزال المغاربة يطالبون بعقوبات ضد قناة الوطن، كما أثارت حلقة «بدون الشقيقة» بعض الخلافات بين الكويت وقطر لإهانتهم لوزير في قطر.
وأثار الموسم السابع جدلاً في اول حلقاته 
وبعض الحلقات في عام 2013